# 千葉県道119号東金源線

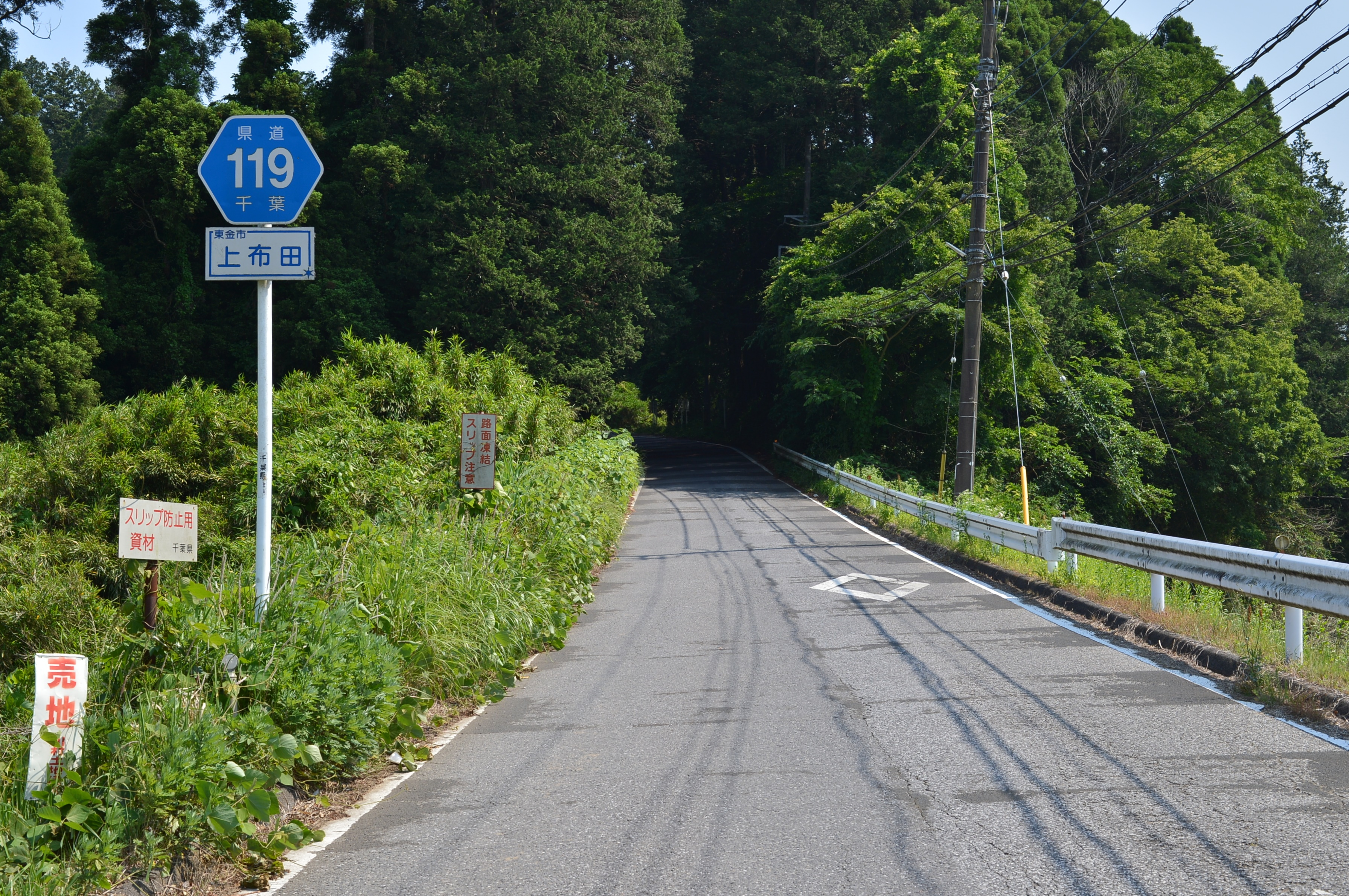
千葉県道119号東金源線
東金市上布田（2015年5月）

千葉県道119号東金源線（ちばけんどう119ごう とうがねみなもとせん）は、千葉県東金市の国道126号交点と千葉県道117号日向停車場極楽寺線交点を結ぶ一般県道。

## 概要
- 起点：東金市東金（豊海県道入口、国道126号・千葉県道75号東金豊海線交点）
- 終点：東金市上布田（千葉県道117号日向停車場極楽寺線交点）

## 地理

### 通過する自治体
- 千葉県
  - 東金市 - 山武市 - 東金市

### 交差する道路
- 国道126号・千葉県道75号東金豊海線（起点・豊海県道入口交差点）
- 千葉県道214号東金停車場線（東金駅入口 - 県道入口）
- 千葉県道301号東金山田台線（片貝県道入口）
- 千葉県道117号日向停車場極楽寺線（終点）

### 沿線
- 東金新宿郵便局（東金市東金）
- 東金簡易裁判所（東金市田間）
- 千葉県立東金商業高等学校（東金市松之郷）
- 八坂神社（東金市松之郷）
  - 八坂神社本殿内殿 - 千葉県指定有形文化財[1]
  - 八坂神社の銀杏 - 東金市指定文化財　※境内から本県道側にはみ出すような位置にある御神木。本県道の幅員減少区間となっている。
- 新千葉カントリークラブ（東金市家之子）
- JR東金線 東金駅